# Домбюль
Домбюль (нем. Dombühl) — община в Германии, в земле Бавария. 
Подчиняется административному округу Средняя Франкония. Входит в состав района Ансбах.  Население составляет 1626 человек (на 31 декабря 2010 года). Занимает площадь 17,90 км².
Община подразделяется на 12 сельских округов.

## Население
По оценке на 31 декабря 2015 года население общины Домбюль составляет 1739 чел. 

| Дата      | 1840 | 1871 | 1900 | 1925 | 1939 | 1950 | 1961 | 1970 | 1987 | 2011 |
| --------- | ---- | ---- | ---- | ---- | ---- | ---- | ---- | ---- | ---- | ---- |
| Население | 804  | 813  | 901  | 952  | 947  | 1416 | 1156 | 1153 | 1119 | 1653 |

| Год       | 1960 | 1970 | 1980 | 1990 | 2000 | 2009 | 2010 | 2011 | 2012 | 2013 | 2014 | 2015 |
| --------- | ---- | ---- | ---- | ---- | ---- | ---- | ---- | ---- | ---- | ---- | ---- | ---- |
| Население | 1109 | 1172 | 1140 | 1279 | 1700 | 1654 | 1626 | 1635 | 1617 | 1628 | 1634 | 1739 |